# Banu Khuza'a
I Banū Khuzāʿa (in arabo ﺑﻨﻮ خزاعة‎?) erano una branca sudarabica che proveniva dagli Azd.

## Origine
La maggior parte dei tradizionisti fanno risalire le origini della tribù ad ʿAmr, soprannominato Luḥayy, e concordano sul fatto che essi, con altre branche degli Azd, abbiano abbandonato lo Yemen per insediarsi più a nord nella Penisola arabica. ʿAmr ibn Luḥayy e il suo clan si stabilirono intorno a Mecca. Si può fissare la data di tale evento nel corso del V secolo, malgrado i tradizionisti musulmani parlino di una data precedente, prolungando fantasiosamente l'età di vari loro capi.

## Dominio a Mecca
Divenuti signori del territorio meccano, i Khuza'a consentirono ai "discendenti di Ismāʿīl" (i cosiddetti Ismaeliti), vale a dire ai Banu Jurhum, di vivere in pace nella misura in cui essi non prendessero parte agli endemici dissensi fra clan. Un'epidemia l'anno dopo la conquista della cittadina decimò la popolazione. Un altro clan degli Azd ne profittò per installarsi a Mecca. Legami matrimoniali riunirono i due diversi clan.
Il capo dei Khuzāʿa, Rabīʿa ibn Ḥāritha, riorganizzò i riti del pellegrinaggio preislamico, preoccupandosi anche di assicurare la soddisfazione dei pellegrini che giungevano a Mecca. A lui sembra si debba l'aver collocato un primo idolo nella Kaʿba e, in particolare, di aver portato Hubal da Hīt, in Mesopotamia. L'idolo faceva parte di quelli esistenti già all'epoca di Maometto. 

Rabīʿa sposò Fuhayra una figlia di al-Ḥārith b. Muḍāḍ al-Jurhumī e fu dal loro matrimonio che nacque ʿAmr b. Luḥayy (il cui vero nome era quindi ʿAmr b. Rabīʿa). Fu per questa nascita che il controllo del santuario urbano della Mecca poté passare nelle mani dei Khuzāʿa, mentre i Jurhum - estromessi della gestione della ritualità devozionale che aveva nella Kaʿba il suo momento più significativo - non riuscirono a recuperare la loro condizione e, dopo alcune sconfitte nei confronti che ebbero luogo coi Khuzāʿa, abbandonarono la città.
L'ultimo membro della tribù dei Khuzāʿa a governare sulla Mecca fu Ḥulayl b. Ḥubshiyya, che dette sua figlia Ḥubba in moglie a Quṣayy ibn Kilāb, allora capo della tribù dei Quraysh. Ḥulayl affidò le chiavi della Kaʿba a sua figlia e a suo genero, rendendoli in tal modo guardiani del santuario. I componenti della tribù dei Khuzāʿa si opposero e scoppiò allora un furioso confronto armato tra i due gruppi tribali. La rivalità finì con un accordo e, dato che il numero di vittime dei Khuzāʿa era stato superiore a quello dei Quraysh, la vittoria fu attribuita a questi ultimi.

## Presa di potere da parte dei Quraysh
La fine del dominio dei Khuzāʿa corrisponde all'inizio di quello coreiscita. Un'altra tradizione vorrebbe che l'ultimo Khuzāʿa custode del santuario avesse ceduto quell'onore a Quṣayy per un otre di vino. La versione fu scritta da Hisham ibn al-Kalbi nel libro Kitāb al-mathālib. «Livre de dénigrements»
I matrimoni misti tra Quraysh e Khuzāʿa (peraltro costretti a lasciare le loro abitazioni accanto al santuario della Kaʿba) testimoniano i loro sostanziali buoni rapporti politici. La madre dello stesso nonno paterno di Maometto, ʿAbd al-Muṭṭalib b. Hāshim, apparteneva ai Khuzāʿa.
I Khuza'a adoravano al-'Uzza e Manat e, con i Daws, veneravano anche Dhū l-Kaffayn.